# Orzesze
Orzesze [ɔˈʒɛʃɛ] (deutsch Orzesche, oberschlesisch Uorzesze) ist eine Stadt in Polen. Sie liegt 10 km westlich von Tichau an der Birawka und gehört zur Woiwodschaft Schlesien.

## Stadtgliederung

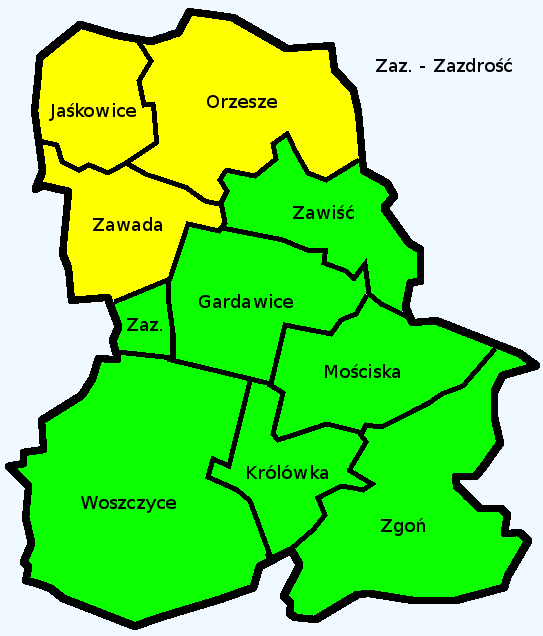
Stadtgliederung von Orzesze: gelb – Stadtteil ohne Schulzenamt, grün – mit Schulzenämtern

Orzesze bildet eine Stadtgemeinde und umfasst ein Gebiet von 83,65 km² mit folgenden Stadtteilen:
- Gardawice (Gardawitz)
- Jaśkowice (Jaschkowitz)
- Królówka (Kralowka)
- Mościska (Moscisk)
- Woszczyce (Woschczytz)
- Zawada
- Zazdrość (Zasdrose)
- Zawiść (Zawisc)
- Zgoń (Zgoin)

## Geschichte
Der Ort liegt am westlichen Rand des Teilgebiets Oberschlesiens, das bis 1177/1178 zu Kleinpolen bzw. zum Herzogtum Krakau gehörte und dann zum Herzogtum Ratibor kam, das von den Schlesischen Piasten regiert wurde. Aus dieser Zeit rührte die bis 1821 bestehende Zugehörigkeit zum Bistum Krakau.
Das Dorf Orzesche ist seit 1252 nachweisbar, zu dieser Zeit war es im Besitz des Zisterzienserklosters Groß Rauden (Rudy Raciborskie). Orzesche erlangte erst im 18. Jahrhundert Bedeutung. 1719 entstand eine Glashütte, die zu einem den Ort prägenden Betrieb wurde. Als im Jahre 1836 der oberschlesische Industrielle Franz Winckler (1840 geadelt) das Rittergut erworben hatte, begann er 1838 mit der Errichtung der Marien-Eisenhütte, die den hier vorkommenden Toneisenstein verarbeitete. Die Eisenhütte wurde Teil der Tiele-Wincklerschen Montanwerke, die 1899 in dem neu gegründeten Familienimperium Kattowitzer Aktiengesellschaft für Bergbau und Eisenhüttenbetrieb aufgingen.
Neben dem Bergbau auf Eisenerz erfolgte auch der Abbau von Steinkohle. 1856 erhielt das Dorf mit der Strecke von Kattowitz nach Ratibor einen Eisenbahnanschluss.
Orzesche gehörte seit 1818 dem oberschlesischen Kreis Pleß an und wurde am 28. Juni 1922 polnisch. Nach dem Überfall auf Polen 1939 wurde seitens einer Sonderformation der Organisation Ebbinghaus unter dem Gleiwitzer SA-Führer Hans-Otto Ramdohr am 4. September ein Attentat inszeniert, um eine Liquidierung unliebsamer Einwohner auszulösen, der etwa 23 Bürger zum Opfer fielen. Der Ort kam 1939 völkerrechtswidrig zum Deutschen Reich und liegt seit 1945 wieder in Polen. Die Familie Tiele-Winckler wurde enteignet.
Die stark gewachsene Industriesiedlung wurde 1956 zur Siedlung städtischen Typs erhoben und bekam 1962 Stadtrechte.
Die Glasfertigung wird in Orzesze nach wie vor betrieben, in der Stadt befindet sich ein Unternehmen der Glasflaschenproduktion.

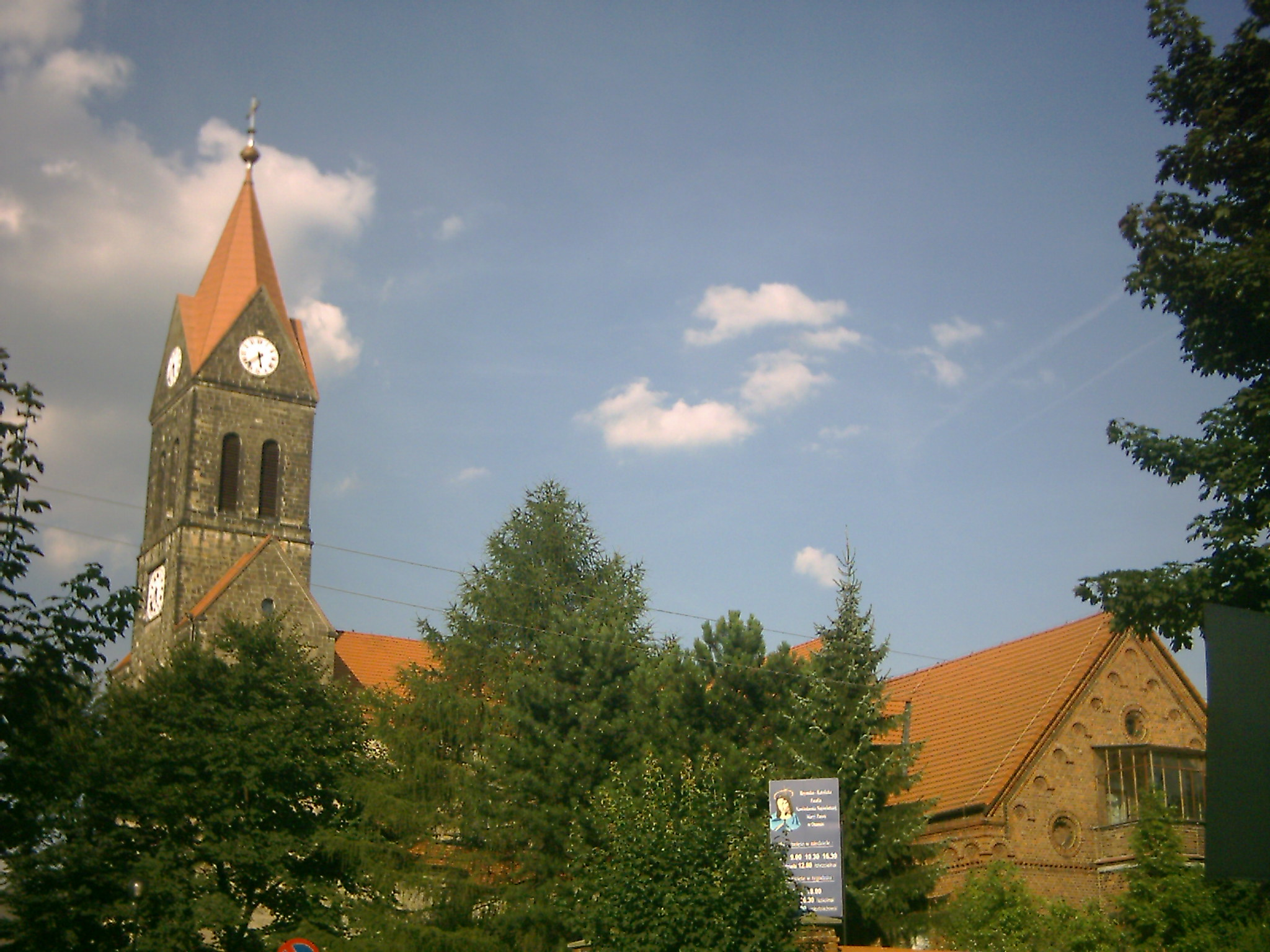
Die neoromanische Marienkirche in Orzesze

Einwohnerentwicklung
| Jahr | Einwohner |
| ---- | --------- |
| 1783 | 142       |
| 1825 | 550       |
| 1905 | 2.820     |
| 1931 | 5.200     |
| 1961 | 8.840     |
| 1970 | 9.560     |
| 2003 | 18.600    |

## Politik

### Bürgermeister
An der Spitze der Stadtverwaltung steht der Bürgermeister. Bis 2018 war dies Andrzej Szafraniec, der aber bei der turnusmäßigen Wahl im Oktober 2018 nicht wieder antrat. Nachdem von 2018 bis 2024 Mirosław Blaski das Amt innegehabt hatte, unterlag er 2024 Mariusz Oleś. Die turnusmäßige Wahl 2024 führte zu folgendem Ergebnis:.
- Mariusz Oleś (Wahlkomitee „Gemeinsam für Orzesze“) 42,2 % der Stimmen
- Mirosław Blaski (Wahlkomitee „Lokales Verwaltungsforum für den Powiat Mikołowski“) 29,5 % der Stimmen
- Mateusz Szweda (Wahlkomitee „Orzesze – Unser Haus“) 28,3 % der Stimmen

In der damit notwendigen Stichwahl wurde Oleś mit 59,2 % der Stimmen gegen Amtsinhaber Blaski zum neuen Bürgermeister gewählt.
Die turnusmäßige Wahl 2018 führte zu folgendem Ergebnis:.
- Mirosław Blaski (Wahlkomitee Mirosław Blaski) 68,6 % der Stimmen
- Mariusz Oleś (Wahlkomitee Mariusz Oleś) 31,4 % der Stimmen

Damit wurde Blaski bereit im ersten Wahlgang zum neuen Bürgermeister gewählt.

### Stadtrat
Der Stadtrat besteht aus 21 Mitgliedern und wird von der Bevölkerung gewählt. Die Stadtratswahl 2024 führte zu folgendem Ergebnis:
- Wahlkomitee „Lokales Verwaltungsforum für den Powiat Mikołowski“ 29,1 % der Stimmen, 7 Sitze
- Wahlkomitee „Gemeinsam für Orzesze“ 20,7 % der Stimmen, 4 Sitze
- Prawo i Sprawiedliwość (PiS) 20,0 % der Stimmen, 3 Sitze
- Koalicja Obywatelska (KO) 17,9 % der Stimmen, 4 Sitze
- Wahlkomitee „Orzesze – Unser Haus“ 12,3 % der Stimmen, 3 Sitze

Die Stadtratswahl 2018 führte zu folgendem Ergebnis:
- Wahlkomitee Mirosław Blaski 42,4 % der Stimmen, 11 Sitze
- Prawo i Sprawiedliwość (PiS) 21,1 % der Stimmen, 4 Sitze
- Wahlkomitee „Lokale Verwaltung Oberschlesiens“ 17,9 % der Stimmen, 4 Sitze
- Koalicja Obywatelska (KO) 13,8 % der Stimmen, 2 Sitze
- Wahlkomitee für effektives Wählen 11,2 % der Stimmen, 2 Sitze
- Wahlkomitee Mariusz Oleś 4,8 % der Stimmen, kein Sitz